# Transports publics genevois

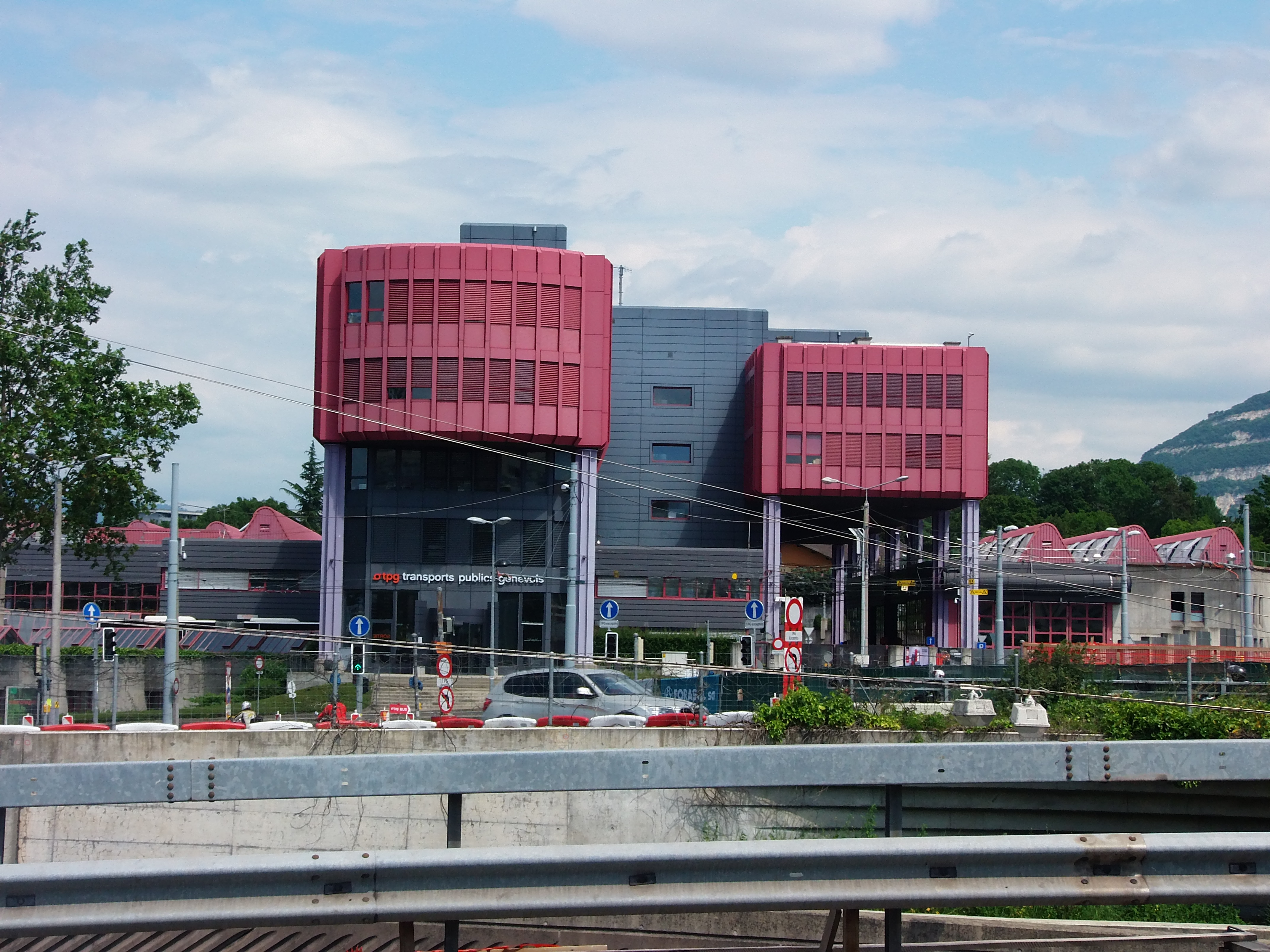
Hauptsitz der TPG in Grand-Lancy

Die Transports publics genevois (TPG) sind ein öffentliches Verkehrsunternehmen in der Schweiz und fungieren als selbständiger Regiebetrieb des Kantons Genf. Sie betreiben in der Stadt Genf und den benachbarten Gemeinden die 1862 eröffnete Strassenbahn Genf, den 1942 eröffneten Trolleybus Genf sowie diverse Autobus-Linien. Die TPG gingen zum 1. Januar 1977 aus der privaten Vorgängergesellschaft Compagnie genevoise des tramways électriques (CGTE) hervor. Diese wiederum wurde 1899 gegründet und war ein Zusammenschluss der Compagnie générale des tramways suisses (TS) mit der Société genevoise des chemins de fer à voie étroite (VE).

## Geschichte
Gegen Ende des 19. Jahrhunderts besass Genf ein ausgedehntes Strassenbahnnetz, welches über drei verschiedene Antriebssysteme verfügte: Elektrisch, Dampf und Pferdebahn. Dieses wurde von zwei grossen Unternehmen, der Compagnie générale des tramways suisses (TS) und der Société genevoise des chemins de fer à voie étroite (VE), betrieben.
Am 11. August 1899 wurde die Compagnie genevoise des tramways électriques gegründet. Das Unternehmen verfügte über ein Stammkapital von 5 Millionen Franken. Am 1. Dezember 1900 wurde die TS aufgekauft, einen Monat später auch die VE. Die Modernisierung des Netzes begann mit der Umspurung des Netzes der TS auf Meterspur, der Elektrifizierung des alten Netzes der VE und dem Kauf von neuen Fahrzeugen.
Nach dem Ersten Weltkrieg begannen die Überlandlinien defizitär zu sein, daraufhin schloss die CGTE einige Strecken. Der CGTE fehlte das Geld, das Netz zu erneuern und auszubauen, deshalb mussten 1938 weitere Strecken auf Busbetrieb umgestellt werden. Während des Zweiten Weltkrieges mussten einige Strecken wieder in Betrieb genommen werden, da es Engpässe beim Benzin für den Busverkehr gab.
Ab den fünfziger Jahren gewann der Individualverkehr an Bedeutung, und die Strassenbahn wurde als störend empfunden. Innerhalb der nächsten zehn Jahre verschwanden alle Strassenbahnlinien bis auf die 12 und die ligne de ceinture (Ringlinie). Auf diese Art wurde auch der Fahrzeugpark grundlegend erneuert. Im Jahr 1969 wurde die Ringlinie auf Busverkehr umgestellt, daraufhin nahm die Fahrgastanzahl weiter ab. Die Linie 12, die einzige verbliebene Linie, verband Carouge mit Moillesulaz und beförderte ein Viertel aller Fahrgäste der CGTE.
Im Jahr 1971 beantragte ein Bürgerbegehren, dass die CGTE durch den Kanton übernommen werde. Im Jahr 1975 stimmte das Volk diesem Gesetz zu, und der Grosse Rat beschloss die Organisation der Transports publics genevois. Am 1. Januar 1977 wurde aus der CGTE die TPG.
Ab 1988, nachdem der Souverän einem Gesetz zum Ausbau des öffentlichen Verkehrs zugestimmt hatte, erlebten die TPG eine Phase der Expansion. Die Modernisierung des Fahrzeugparks (Tram und Bus) brachte weitere Fahrgastzuwächse. Seit dem 1. Januar 2007 erhalten Touristen, die in einem Genfer Hotel untergebracht sind, kostenlos die Geneva Transport Card. Diese gilt für alle öffentlichen Verkehrsmittel in Genf. Das aktuelle Logo der TPG wurde im Frühjahr 2007 eingeführt.

### Unireso
Seit 2001 sind die TPG, mit den SBB und den Mouettes genevoises, Mitglied im Tarifverbund Unireso. Dieser ermöglicht Fahrgästen, mit einem Fahrausweis mehrere Verkehrsmittel (Bus, Tram, Zug) zu nutzen.

### TOSA
Seit Anfang 2013 wird an einem Projekt namens TOSA (Trolleybus Optimisation Système Alimentation‚ Trolleybus-Optimierungssystem Stromversorgung) gearbeitet. Hierbei werden Batteriebusse an einer entsprechend ausgerüsteten Haltestelle innert 15 Sekunden aufgeladen, sodass – anders als bei Trolleybussen – keine Oberleitung benötigt wird. Das Projekt, welches fünf Millionen Franken kostet, wovon 3,3 Millionen von ABB stammen, wurde während des UITP-Kongresses im Mai 2013, in Genf eingeweiht.
Bis März 2014 pendelte ein solcher Bus von der Haltestelle Palexpo zum Flughafen; an beiden Haltestellen befindet sich eine Aufladestation. Der Bus verfügt über einen Stromabnehmer der an der Haltestelle eine Verbindung mit der Ladestation herstellt. Dieser wird kurz vor der Station richtig ausgerichtet, sodass er nur noch in die Stromschiene greifen muss. An der Endhaltestelle lädt sich die Batterie innerhalb von 3 bis 4 Minuten auf, im Betriebshof dauert die komplette Aufladung 30 Minuten. Partner des Projektes sind die TPG, ABB, SIG und Opi. Seit Dezember 2017 wird die Linie 23 als erste Linie mit neuen Batteriebussen betrieben.

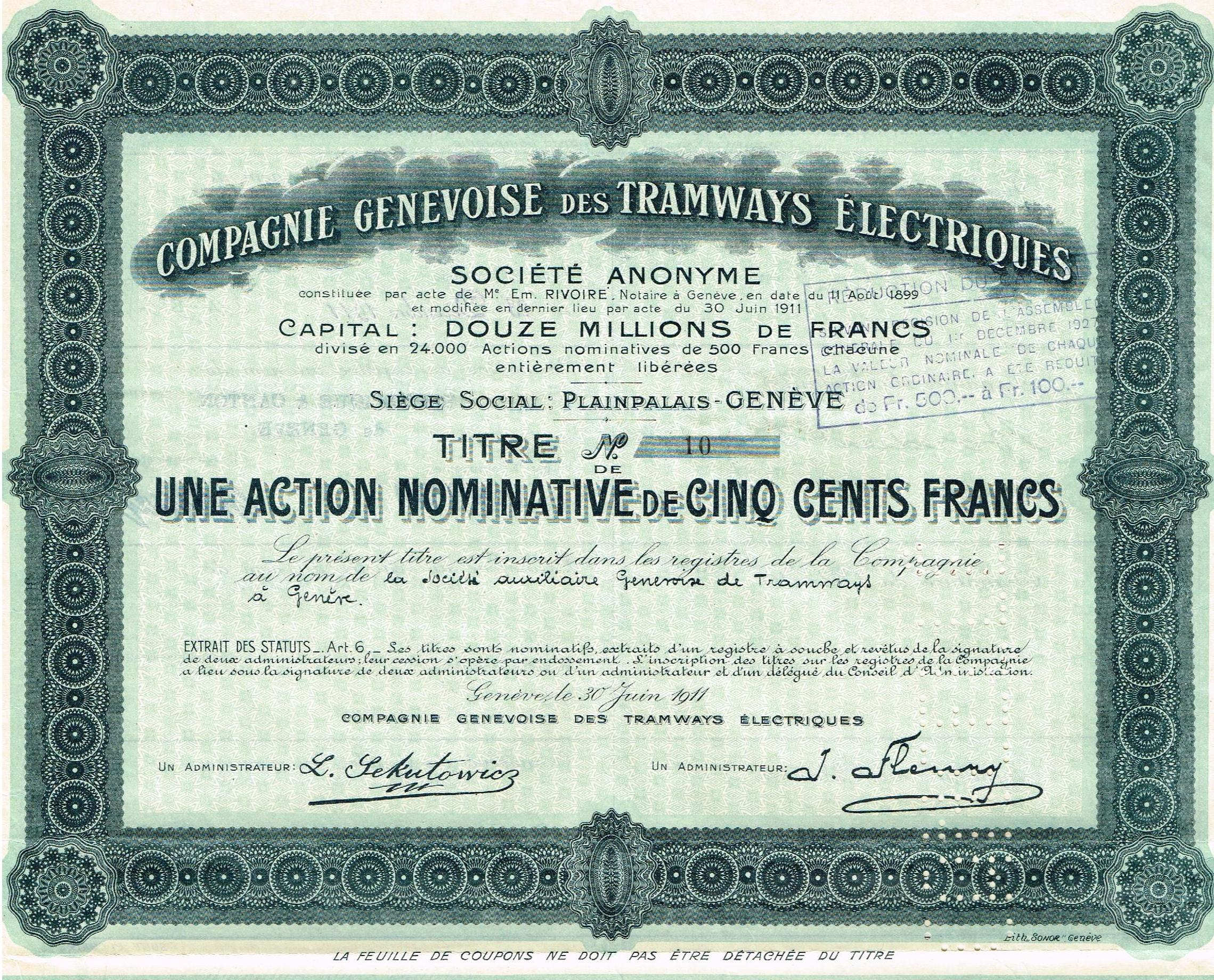
Aktie der Compagnie genevoise des tramways électriques vom 30. Juni 1911
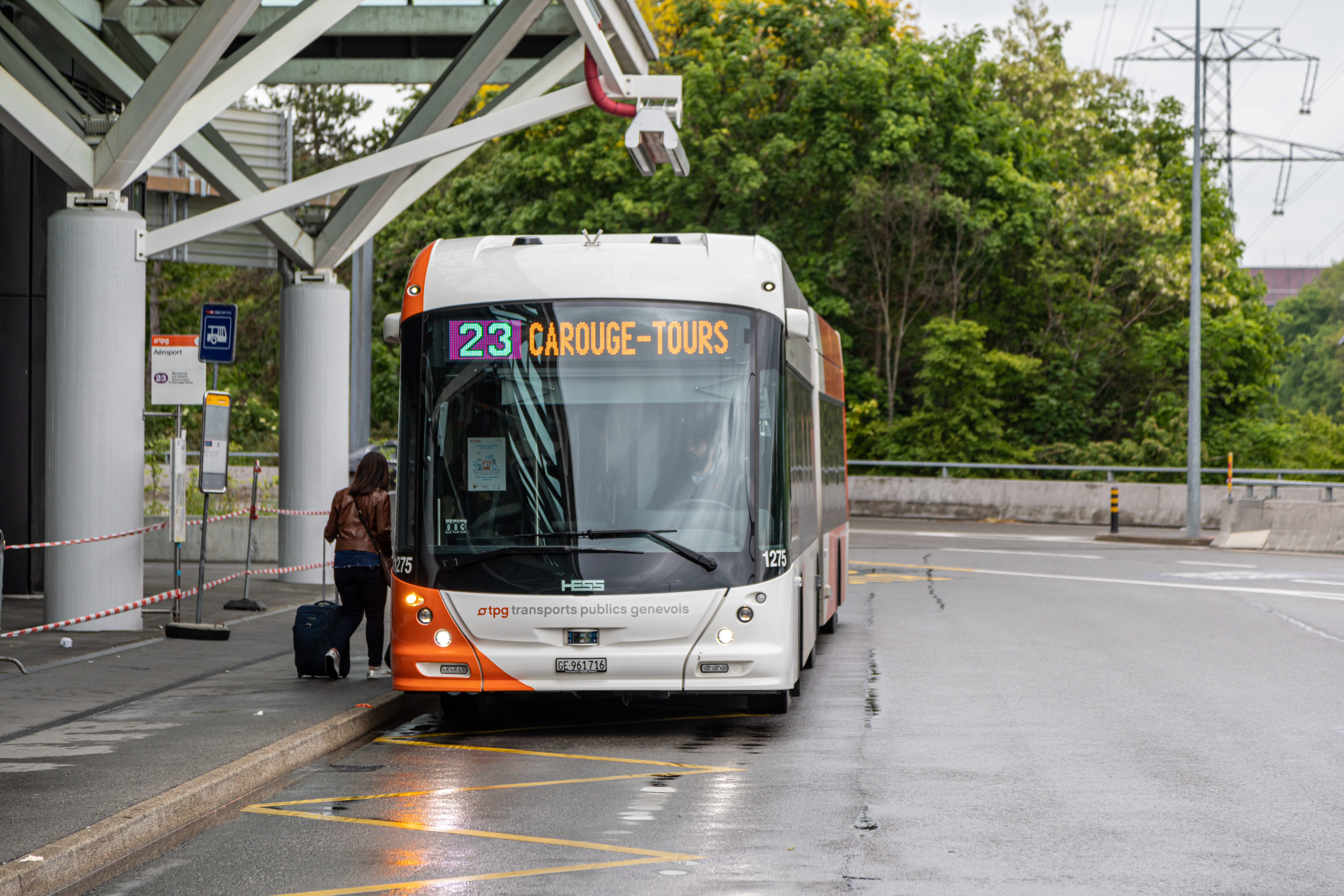
TOSA-Bus an der Haltestelle Genève-Aéroport, Terminal
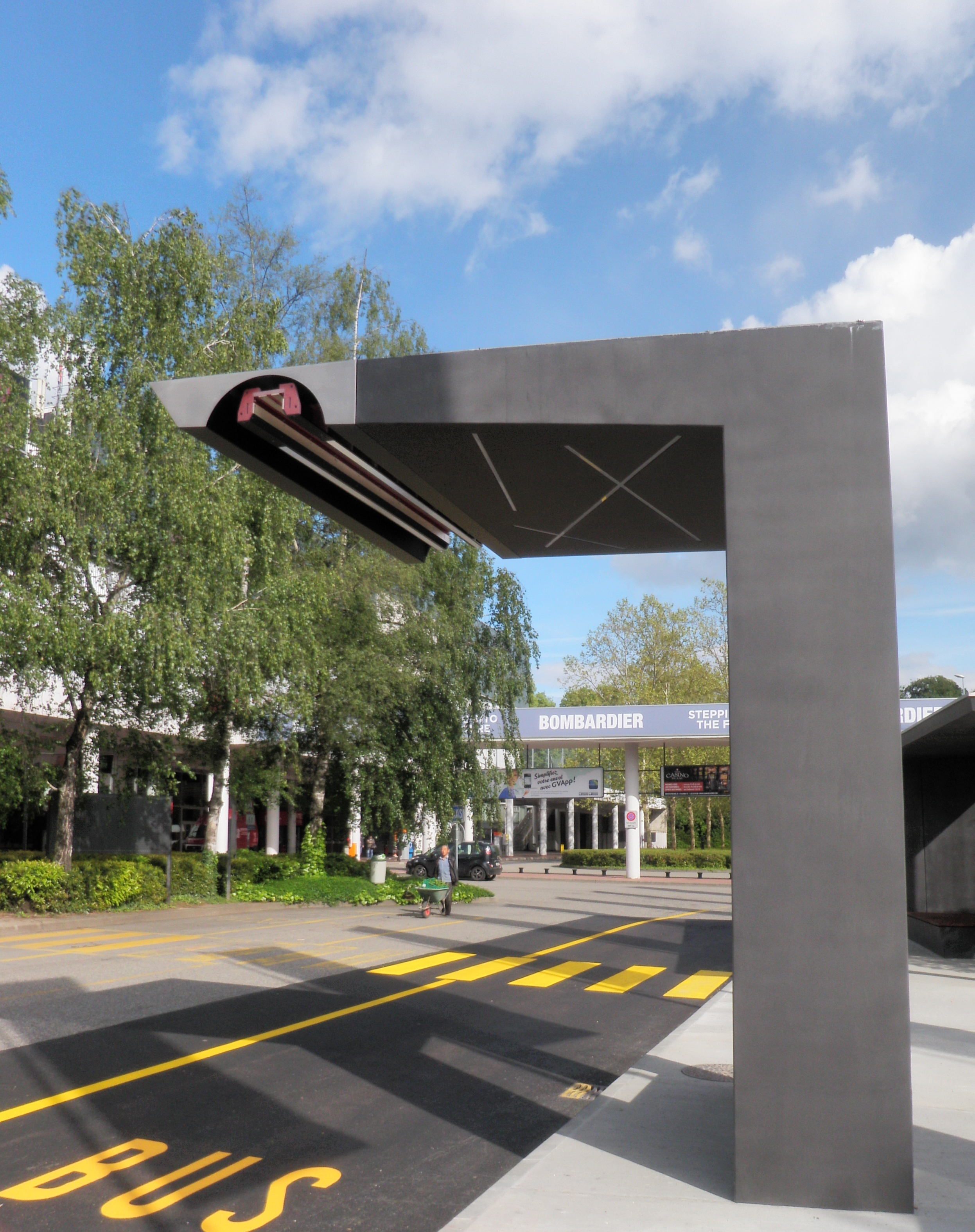
Aufladestation an der Haltestelle Grand-Saconnex, Palexpo
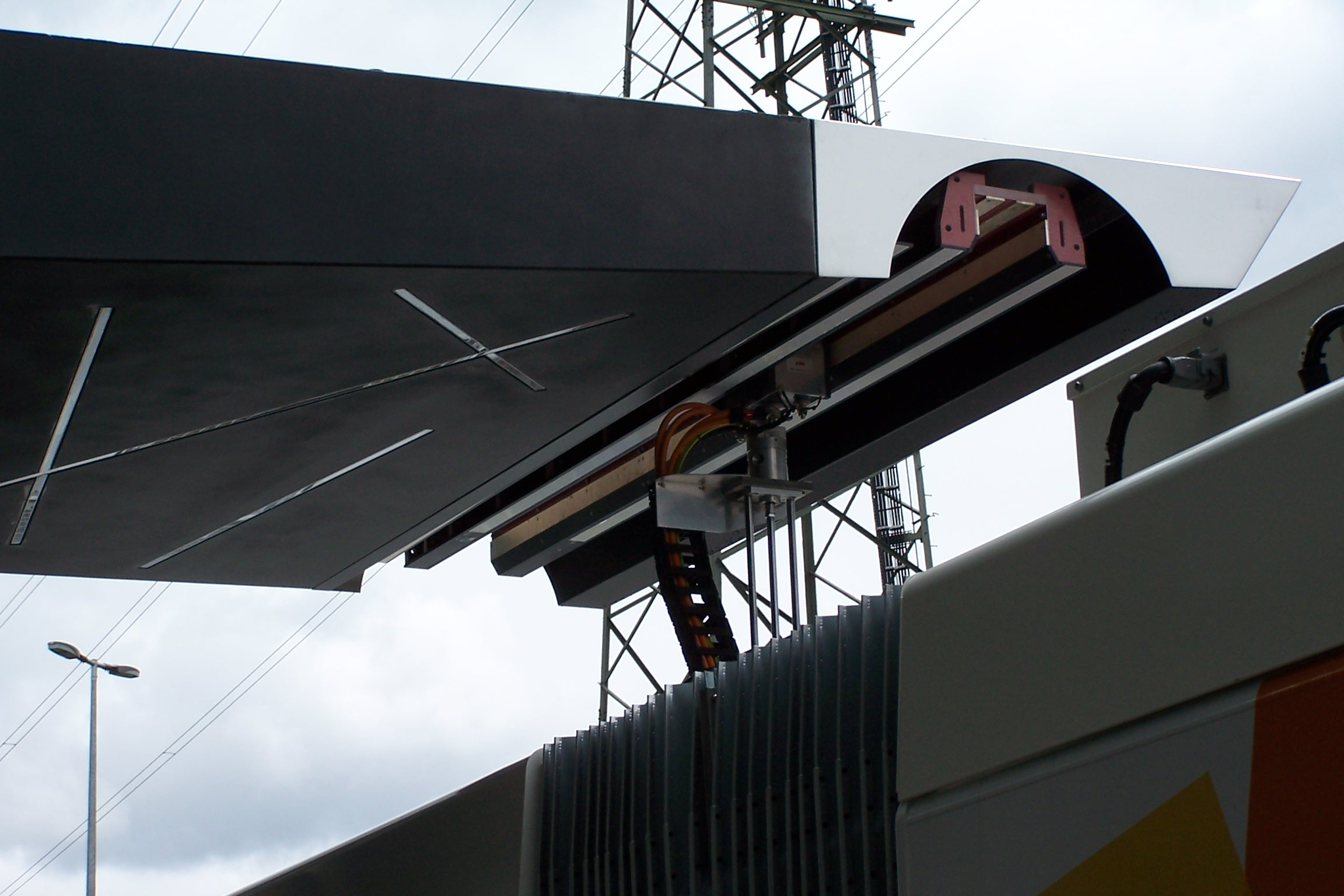
Der Stromabnehmer ist in Kontakt mit der Stromschiene, der Bus wird aufgeladen
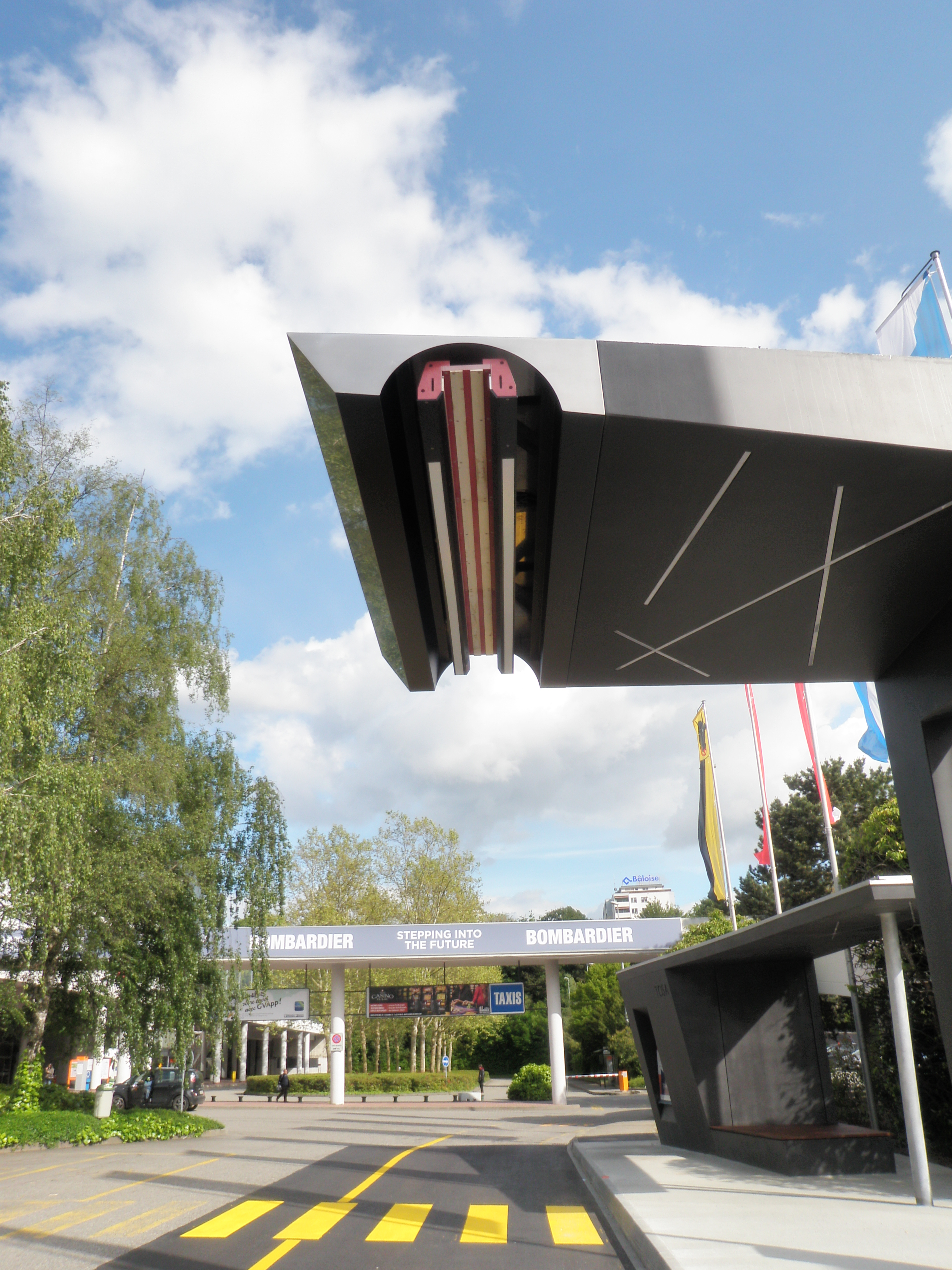
Stromschiene, mit der der Bus in 15 Sekunden aufgeladen wird

## Netz
Die Strassenbahn- und Trolleybuslinien werden von den TPG betrieben. Einige Buslinien werden von anderen Unternehmen betrieben.

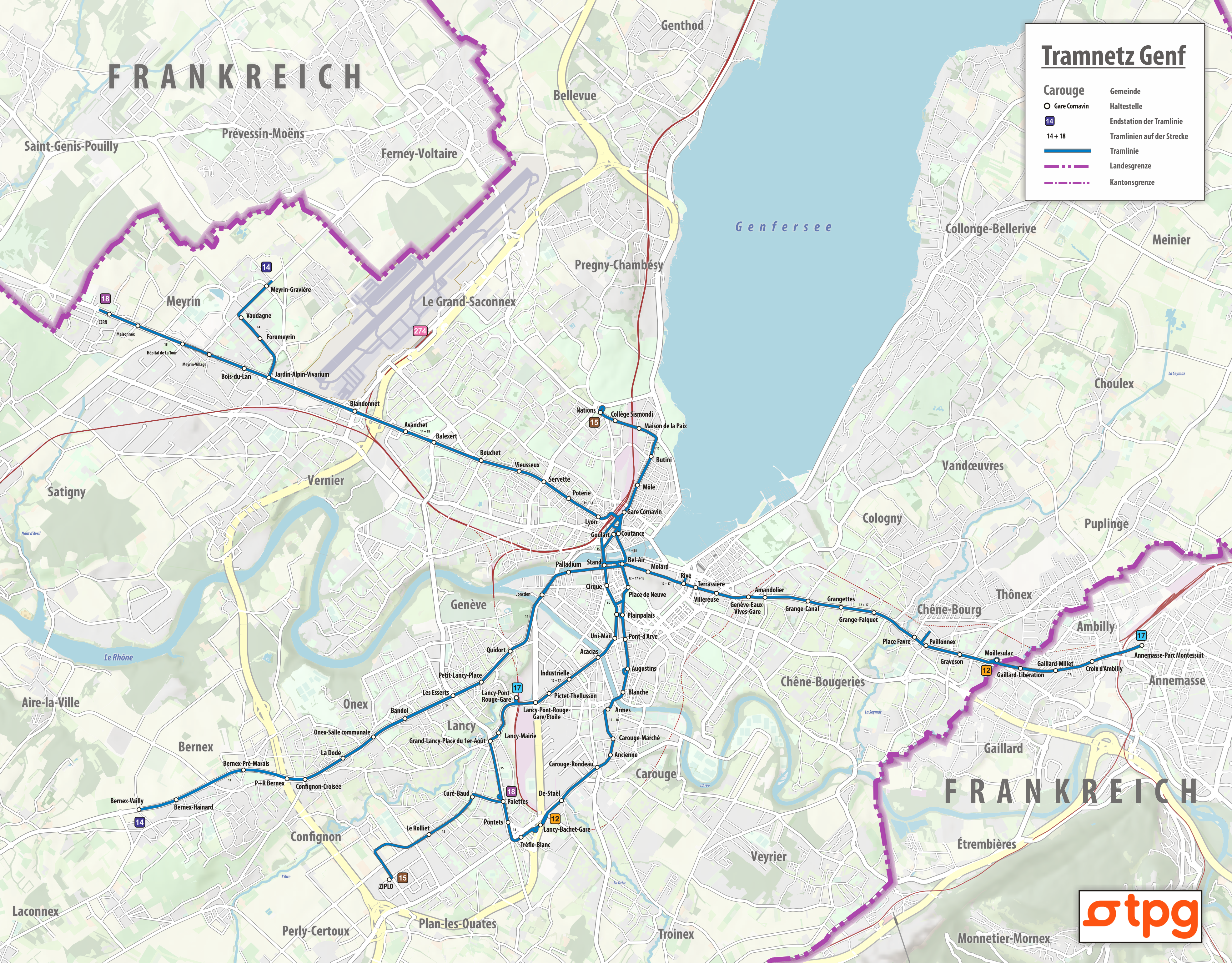
Strassenbahnnetz

### Strassenbahnlinien
| Linie | Strecke                                             | Betreiber | Anzahl Haltestellen |
| ----- | --------------------------------------------------- | --------- | ------------------- |
| 12    | Lancy-Bachet, gare – Thônex, Moillesulaz            | TPG       | 25                  |
| 14    | Bernex, Vailly – Meyrin, Gravière                   | TPG       | 30                  |
| 15    | Plan-les-Ouates, ZIPLO – Genève, Nations            | TPG       | 23                  |
| 17    | Lancy-Pont-Rouge, gare – Annemasse, Parc Montessuit | TPG       | 26                  |
| 18    | Grand-Lancy, Palettes – Meyrin, CERN                | TPG       | 31                  |

### Trolleybuslinien

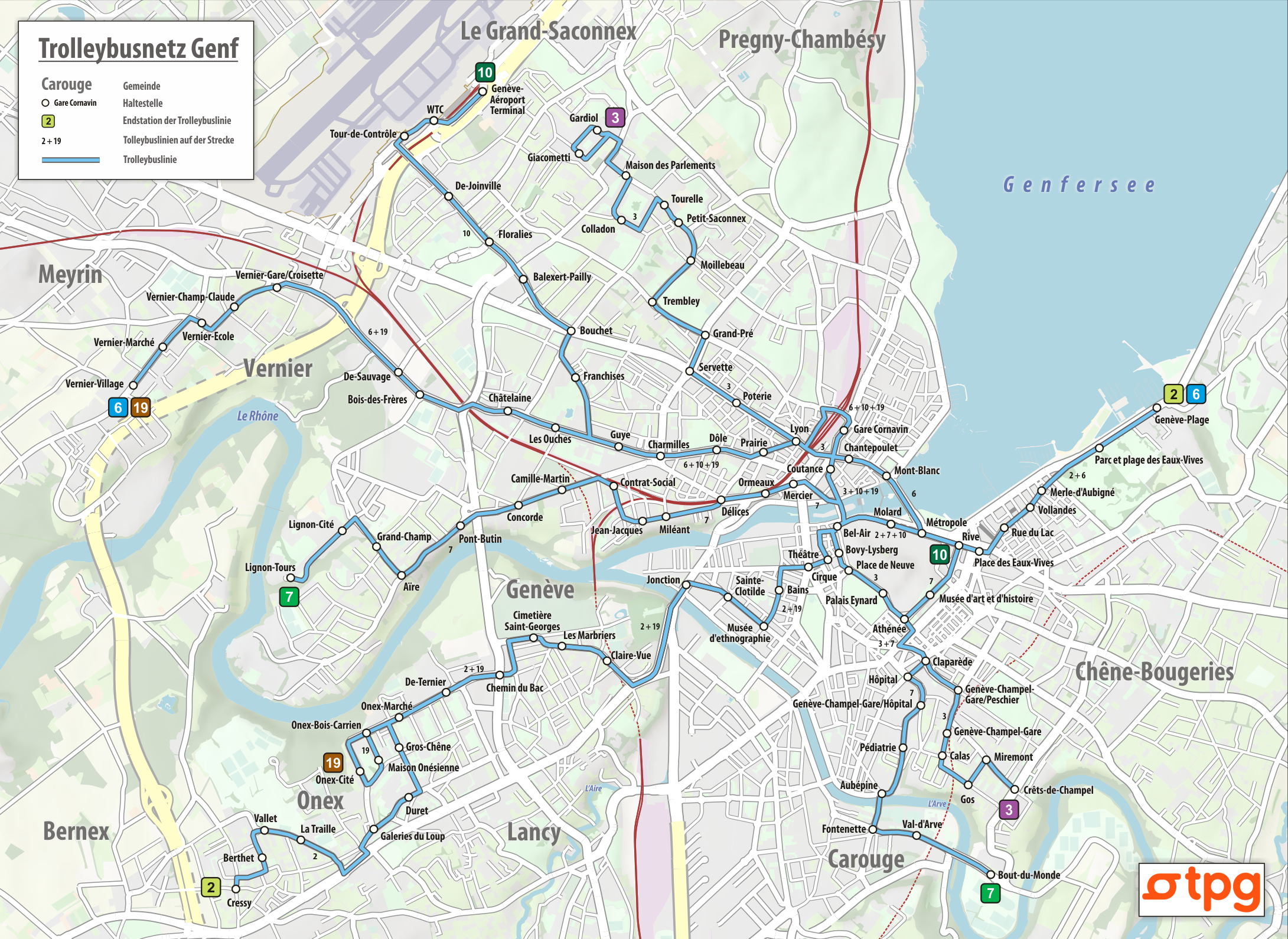
Trolleybusnetz

| Linie | Strecke                                            | Betreiber | Anzahl Haltestellen |
| ----- | -------------------------------------------------- | --------- | ------------------- |
| 2     | Genève, Plage – Bernex, Cressy                     | TPG       | 29                  |
| 3     | Grand-Saconnex, Gardiol – Genève, Crêts-de-Champel | TPG       | 25                  |
| 6     | Vernier, village – Genève, Plage                   | TPG       | 25                  |
| 7     | Genève, Bout-du-Monde – Vernier, Lignon-Tours      | TPG       | 26                  |
| 10    | Genève-Aéroport, Terminal – Genève, Rive           | TPG       | 19                  |
| 19    | Vernier, village – Onex, cité                      | TPG       | 31                  |

### Buslinien

Busnetz

| Linie | Strecke                                                                                              | Betreiber                |
| ----- | --- | ------------------------ |
| 1     | Thônex, Hôpital Trois-Chêne – Genève, Jardin Botanique                                               | TPG                      |
| 5     | Thônex, Vallard – Genève-Aéroport, Terminal                                                          | TPG                      |
| 8     | Grand-Saconnex, Palexpo – Veyrier, douane                                                            | TPG                      |
| 9     | Thônex, Belle-Terre-Place-de-l'Araire – Vernier, Lignon-Tours                                        | TPG                      |
| 11    | Genève, Jardin Botanique – Genève-Eaux-Vives, gare                                                   | TPG                      |
| 20    | Veyrier, Tournettes – Bellevue, Valavran                                                             | TPG                      |
| 21    | Onex, cité – Carouge, Rondeau                                                                        | TPG                      |
| 22    | Genève, Jardin Botanique – Carouge, Rondeau                                                          | TPG                      |
| 23    | Grand-Saconnex, Aéroport-P47 – Carouge, Tours                                                        | TPG                      |
| 25    | Thônex, Vallard – Genève, Jardin Botanique                                                           | TPG                      |
| 28    | Genève-Aéroport, Terminal – Petit-Lancy, Les Esserts                                                 | Globe Limousines         |
| 29    | Collonge-Bellerive, Bois-Caran – Creux-de-Genthod, gare (Sommerbetrieb von Mai bis September)        | TPG                      |
| 31    | Thônex, Sous-Moulin – Puplinge, Marquis                                                              | Genève-Tours             |
| 32    | Thônex, Sous-Moulin – Jussy, Meurets / Jussy, Monniaz                                                | Genève-Tours             |
| 33    | Genève, Rive – Puplinge, Marquis                                                                     | Genève-Tours             |
| 34    | Chêne-Bougeries, Conches place – Choulex, village                                                    | Genève-Tours             |
| 37    | Thônex, Sous-Moulin – Jussy, Lullier                                                                 | Genève-Tours             |
| 38    | Chêne-Bourg, Place Favre – Hermance, village / Chens-sur-Léman                                       | Genève-Tours             |
| 39    | Vésenaz, Pointe à la Bise – Presinge, village                                                        | Genève-Tours             |
| 40    | Grand-Lancy, Stade de Genève – Chancy, douane / Pougny, gare                                         | TPG                      |
| 41    | Carouge, Tours – Veyrier, Petit-Veyrier / Chêne-Bourg, gare-Place                                    | Odier                    |
| 42    | Grand-Lancy, Stade de Genève – Avusy, village                                                        | TPG                      |
| 43    | Plan-les-Ouates, Bellins – Onex, Vallet / Bernex, Loëx Hôpital                                       | Odier                    |
| 44    | Carouge, Tours – Croix-de-Rozon, douane                                                              | TPG                      |
| 45    | Carouge, Tours – Troinex, ville                                                                      | TPG                      |
| 46    | Grand-Lancy, Stade de Genève – Bardonnex, village                                                    | TPG                      |
| 47    | Confignon, croisée – Bernex, Lully croisée                                                           | Odier / Globe Limousines |
| 48    | Confignon, croisée – Plan-les-Ouates, ZIPLO                                                          | Odier / Globe Limousines |
| 50    | Genève-Aéroport, Terminal – Versoix, Centre sportif                                                  | TPG                      |
| 51    | Vernier, CO Renard – Genève, Nations                                                                 | Globe Limousines         |
| 52    | Genthod, Les Hauts – Bossy / Versonnex, village                                                      | Globe Limousines         |
| 53    | Vernier, Parfumerie – Grand-Saconnex, place / Bellevue, Valavran                                     | TPG                      |
| 54    | Genève-Aéroport, Terminal – Versoix, Centre sportif                                                  | TPG                      |
| 55    | Genève-Aéroport, Terminal – Chavannes-des-Bois (VD)                                                  | TPG                      |
| 57    | Genève-Aéroport, Terminal – ZIMEYSA, gare                                                            | Globe Limousines         |
| 58    | Grand-Saconnex, Palexpo – Grand-Saconnex, Tunnel Routier                                             | Globe Limousines         |
| 59    | Genève-Aéroport, Terminal – Chambésy, Plage du Vengeron                                              | Globe Limousines         |
| 60    | Genève, gare Cornavin – Ferney, mairie / Gex, L'Aiglette                                             | RDTA                     |
| 61    | Genève, gare Cornavin – Gex, L'Aiglette                                                              | RDTA                     |
| 64    | Meyrin, Gravière – Ferney, mairie                                                                    | TPG                      |
| 66    | Genève-Aéroport, Terminal – Ferney, mairie / Thoiry, Centre commercial                               | GEM                      |
| 67    | Genève-Aéroport, Terminal – Crozet, école                                                            | Globe Limousines         |
| 68    | Vernier, Blandonnet – Saint-Genis, Jean-Monnet / Thoiry, Centre commercial                           | GEM                      |
| 69    | La Plaine, gare – Challex, La Halle                                                                  | Globe Limousines         |
| 70    | Confignon, croisée – Satigny, gare                                                                   | Odier / Globe Limousines |
| 71    | Meyrin, Citadelle – Satigny, gare                                                                    | Globe Limousines         |
| 72    | Satigny, gare – Satigny – Satigny, gare (Ringlinie)                                                  | Globe Limousines         |
| 73    | Satigny, gare – ZIMEYSA, gare                                                                        | Globe Limousines         |
| 74    | Russin, village – La Plaine, gare                                                                    | Globe Limousines         |
| 75    | La Plaine, gare – Dardagny, château                                                                  | Odier                    |
| 78    | Chancy, douane – La Plaine, gare                                                                     | Globe Limousines         |
| 80    | Genève, Bel-Air – Saint-Julien-en-Genevois, gare                                                     | GEM                      |
| 82    | Plan-les-Ouates, ZIPLO / Lancy-Bachet, gare – Croix-de-Rozon, douane / Collonges-sous-Salève, marché | TPG                      |
| 83    | Satigny, Nant d'Avril – Viry, église                                                                 | Globe Limousines         |
| 91    | Genève, Pointe de la Jonction – Genève, Beau-Séjour                                                  | Globe Limousines         |
| 92    | Genève, Place de Neuve – Vieille-Ville – Genève, Place de Neuve (Ringlinie)                          | Globe Limousines         |
| 97    | Genève, Bout-du-Monde – Vessy, Grands-Esserts                                                        | TPG                      |
| A     | Genève, Rive – Gy, temple                                                                            | TPG                      |
| E     | Genève, Rive – Hermance, village                                                                     | TPG                      |
| E+    | Genève, gare Cornavin – Hermance, village                                                            | TPG                      |
| G     | Genève, Rive – Veigy, douane / Veigy, village                                                        | TPG                      |
| G+    | Genève, gare Cornavin – Veigy, douane                                                                | TPG                      |
| L     | Confignon, croisée – Athenaz, école                                                                  | Odier                    |

GEM ist die Abkürzung von Genevois Mobilité und RDTA von Régie départementale des transports de l’Ain.

## Fahrzeuge

### Autobus
Gelenk- und Standardbusse
- Mercedes-Benz O 530 G «Citaro»: 106–198 (2008–2009), Gelenkbus
- Mercedes-Benz O 530 G «Citaro»: 1101–1187 (2011), Gelenkbus
- Mercedes-Benz O 530 G «Citaro»: 1188–1197 (2013), Gelenkbus
- Mercedes-Benz O 530 «Citaro»: 511–540 (2008)
- Mercedes-Benz O 530 «Citaro»: 541–545 (2010)
- Hess BGT-N2D elektrisch: 1397 (2013), Batteriebusse, ehemaliges Testfahrzeug TOSA
- Hess BGT-N2D elektrisch: 1271–1283 (2018), Batteriebusse, Gelenkbusse

Seit Ende 2017 kommen Batteriebusse von Hess nach dem Projekt TOSA auf der Linie 23 zum Einsatz.
ehemalige Gelenk- und Standardbusse
- Mercedes-Benz O 405: 561–600 (1988/89), ausgemustert 2008-2011
- Mercedes-Benz O 405 G: 251–298 (1988/89,1991), ausgemustert 2009-2011
- Mercedes-Benz O 405 GN: 201–221 (1994), ausgemustert im Dezember 2011, einige Fahrzeuge nach Tunesien
- Mercedes-Benz O 405 GN2: 222–224 (1995), ausgemustert im Dezember 2011
- Renault R 312: 401–434 (1991), ausgemustert 2008
- Volvo 7000A: 301–384 (2000/01), ausgemustert 2008, zurück an Volvo
- Volvo 7000A: 385–390 (2004), an RATP Dev 2008, ausgemustert 2015
- Van Hool New AGG 300: 101–105 (2004), ausgemustert im Dezember 2018